# Ralph Penland
Ralph Morris Penland (* 15. Februar 1953 in Cincinnati, Ohio; † 14. März 2014 in Los Angeles) war ein US-amerikanischer Schlagzeuger des Modern Jazz, der vor allem in der Musikszene von Kalifornien aktiv war.

## Leben und Wirken
Penland studierte am New England Conservatory in Boston, Massachusetts, und arbeitete Anfang der 1970er-Jahre mit Freddie Hubbard, an dessen Alben Keep Your Soul Together und High Energy er mitwirkte, sowie in den Gruppen von Charles Lloyd und Don Menza (mit Cedar Walton und Tony Dumas). In dieser Zeit spielte er auch mit Eddie Harris, Joe Henderson. 1978 begleitete er die Sängerin Nancy Wilson auf einer Europatournee, 1987 Chet Baker. Er etablierte sich als einer der wichtigsten Schlagzeuger in der Jazzszene von Los Angeles. In den 1980er-Jahren folgten Plattensessions mit der World-Jazz-Band Eternal Wind um Charles Moore und Adam Rudolph und mit Chet Baker (Sings and Plays from the Film ›Let’s Get Lost‹ 1985), Buddy Montgomery (So Why Not?, mit Ron Carter), ferner mit George Cables, Frank Strazzeri, Phil Ranelin, Charlie Rouse, Jimmy Rowles und Bunky Green (Feelin’ the Pain). Als Musiker war er in Danny DeVitos Filmkomödie Schmeiß’ die Mama aus dem Zug! (1987) und dem Dokumentarfilm Let’s Get Lost über Chet Baker zu sehen. In Deutschland gastierte er 1990 im Trio mit Marc Copland und Dieter Ilg und mit Charles Lloyd. Auch leitete er ein eigenes Quintett. In den 1990er- und 2000er-Jahren arbeitete er außerdem mit Eddie Daniels, Hubert Laws, Andy Simpkins, Bob Cooper, Conte Candoli, Kirk Whalum, Bob Belden, Jack Sheldon, Cedar Walton, Joe Sample und Mike Melvoin. Im Bereich des Jazz war er zwischen 1973 und 2013 an 100 Aufnahmesessions beteiligt. Auch lehrte er am Pasadena City College. Penland starb im März 2014 im Alter von 61 Jahren.
Michael Rüsenberg beschreibt ihn als einen „Präzisionsarbeiter mit wunderbarer snare drum-control.“

## Lexikalische Einträge
- Leonard Feather, Ira Gitler: The Biographical Encyclopedia of Jazz. Oxford University Press, New York 1999, ISBN 0-19-532000-X.